# Wilhelm Geiger
Wilhelm Ludwig Geiger, född den 21 juli 1856 i Nürnberg, död den 2 september 1943 i Neubiberg, var en  tysk orientalist, far till Hans och Rudolf Geiger.
Geiger blev 1886 privatdocent i München och 1891 Spiegels efterträdare som professor i Erlangen. Åren 1920–1924 var han professor i indisk och iransk filologi i München efter Ernst Kuhn. Åren 1895–1896 företog han med offentligt understöd en forskningsresa till Ceylon. 
På det avestiska området utgav Geiger Handbuch der Avestasprache (1879), Ostiranische Kultur im Altertum (1882) och Etymologie des Baluci, Lautlehre des Baluci, Etymologie und Lautlehre des Afghänischen (i "Abhandlungen der königlichen bayerischen Akademie der Wissenschaften", 1892–1893). Tillsammans med Kuhn utgav han Grundriss der iranischen Philologie (1895 ff.), i vilket arbete han själv behandlade afghanskan, baluchiskan samt de mindre iranska dialekterna och dialektgrupperna. 
På det indiska området författade han Maldivische Studien (1901–1902), Etymologie des Singhalesischen (i "Abhandlungen der königlichen bayerischen Akademie der Wissenschaften", 1897), Litteratur und Sprache der Singhalesen (i Bühlers "Grundriss" 1900), Dipavamsa und Mahavamsa (1905) Pāli. Literatur und Sprache (1916). För Pali Text Society bearbetade han en kritisk upplaga av den ceylonesiska krönikan "Mahavamsa".